# Franța la Concursul Muzical Eurovision
Franța este una dintre cele de mai succes țări la Concursul Muzical Eurovision și a participat în concurs de 67 ori, inclusiv la ediția de debut din 1956. Franța este una dintre cele sapte tari, care a participat la primul concurs din istoria Eurovisionului, aceasta a ratat concursul de două ori, în anii  1974 si 1982. Franța a câștigat de nu mai puțin de 5 ori competiția: în 1958, prin André Claveau, în 1960, prin Jacqueline Boyer, în 1962, prin Isabelle Aubret, în 1969, prin Frida Boccara și în 1977, prin Marie Myriam. Totuși, deși este membră a grupului "Big Five", fiind calificată automat în finală, Franța nu a avut prea mult succes în anii 2000, cel mai bun rezultat în secolul 21 fiind un loc 2 obținut în 2021, la Rotterdam, prin Barbara Pravi.

## Participări

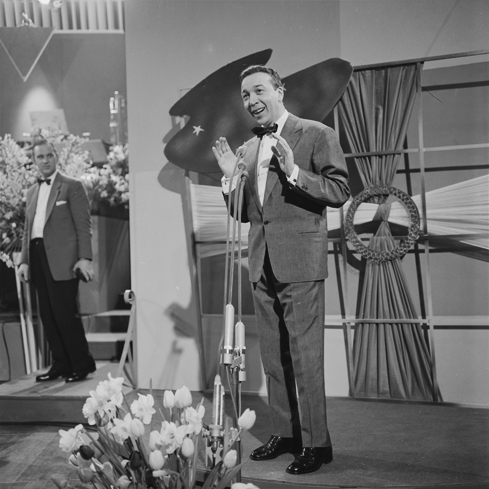
André Claveau la Hilversum (1958)

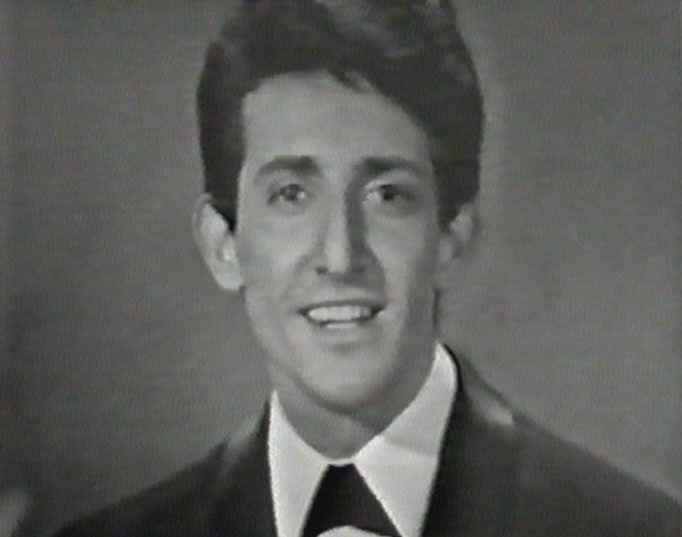
Guy Mardel la Napoli (1965)

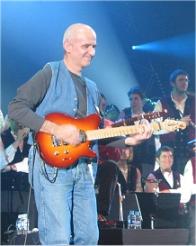
Dan Ar Braz la Oslo (1996)

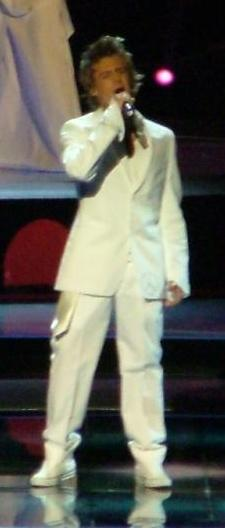
Jonatan Cerrada la Istanbul (2004)

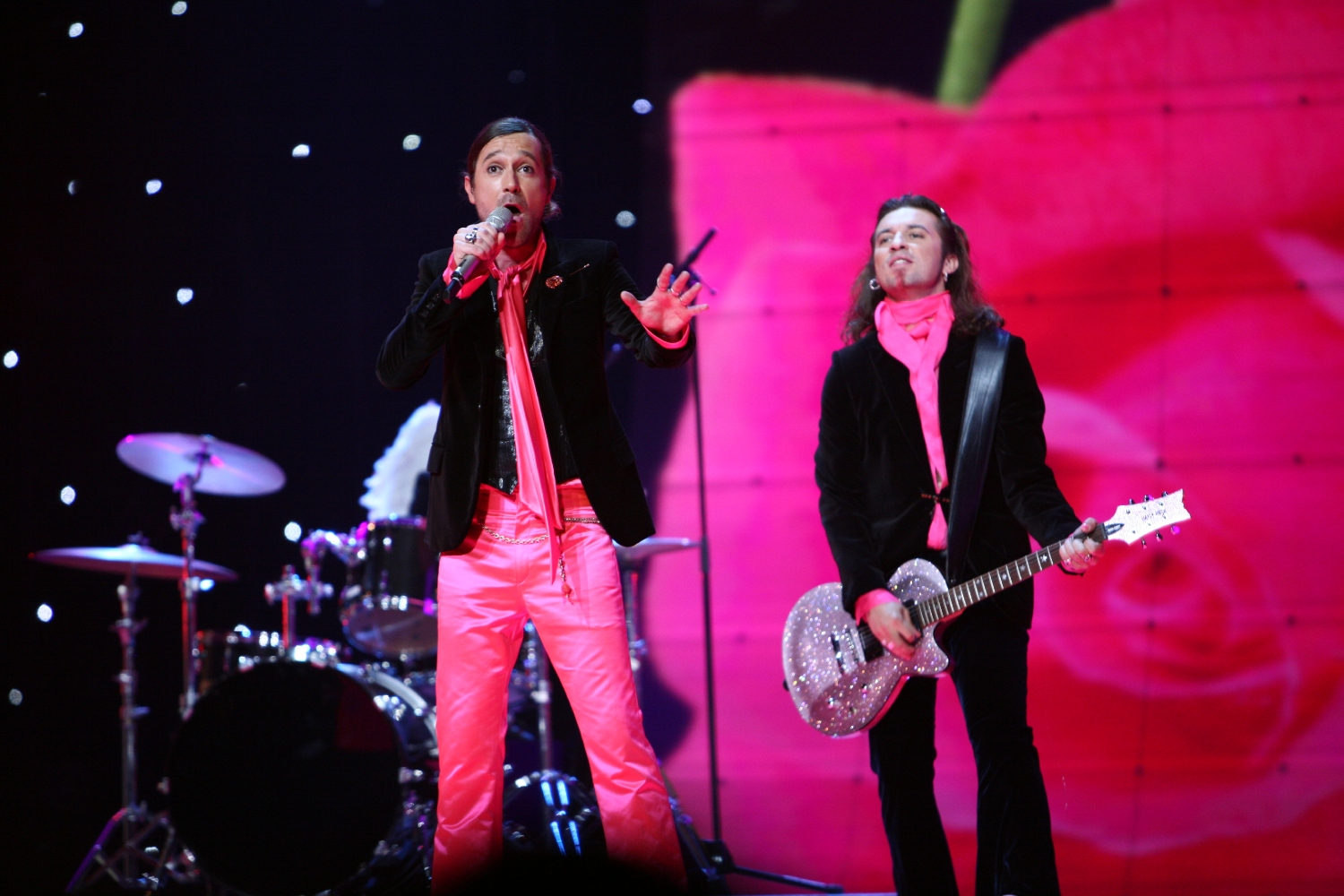
Les Fatals Picards la Helsinki (2007)

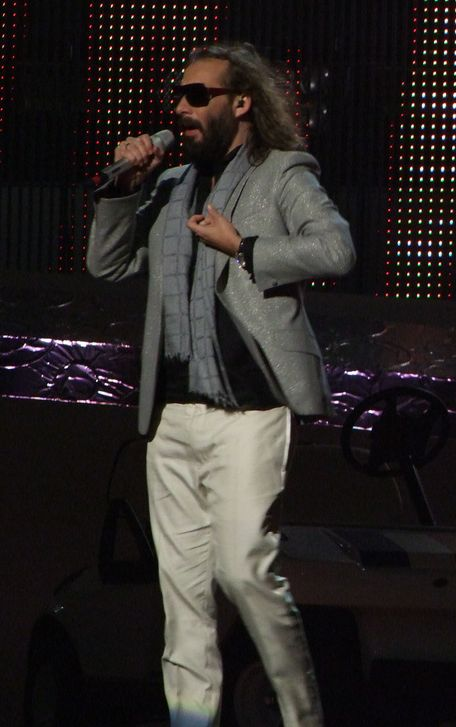
Sébastien Tellier la Belgrad (2008)

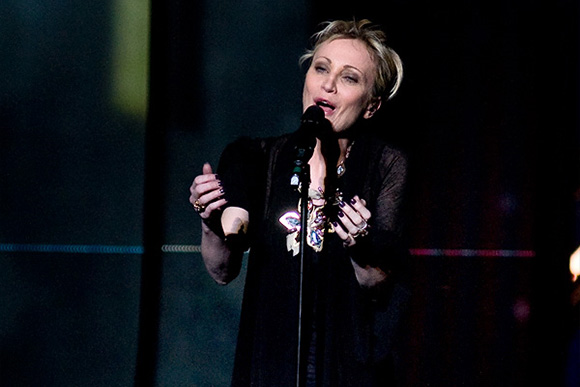
Patricia Kaas la Moscova (2009)

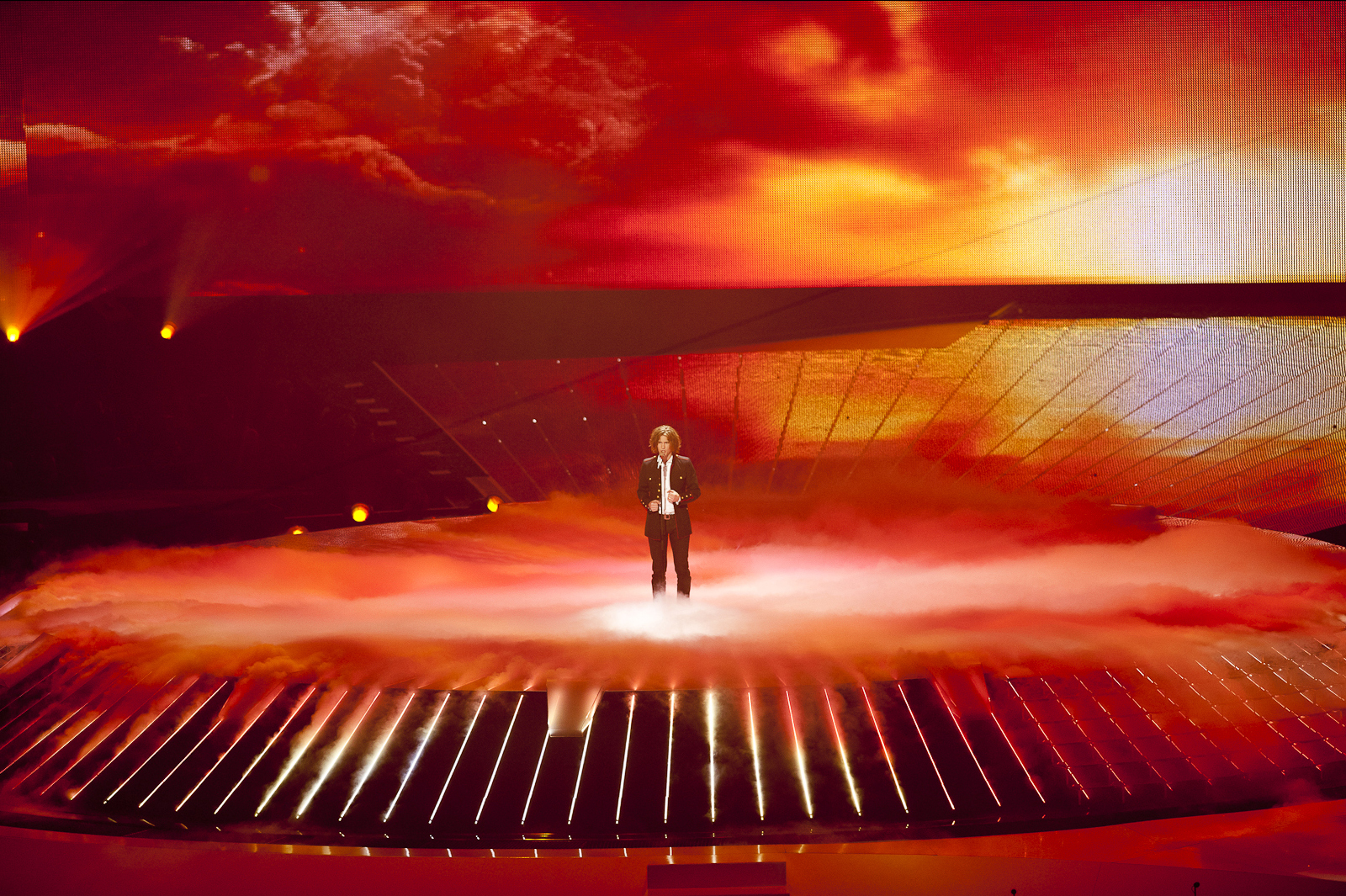
Amaury Vassili la Düsseldorf (2011)

| An   | Gazda      | Artist                              | Titlu                                       | Finala | Puncte |
| ---- | ---------- | ----------------------------------- | ------------------------------------------- | ------ | ------ |
| 1956 | Lugano     | Mathé Altéry                        | "Le temps perdu"                            | 12     | -      |
| 1956 | Lugano     | Dany Dauberson                      | "Il est là"                                 | 4      | -      |
| 1957 | Frankfurt  | Paule Desjardins                    | "La belle amour"                            | 2      | 17     |
| 1958 | Hilversum  | André Claveau                       | "Dors, mon amour"                           | 1      | 27     |
| 1959 | Cannes     | Jean Philippe                       | "Oui, oui, oui, oui"                        | 3      | 15     |
| 1960 | Londra     | Jacqueline Boyer                    | "Tom Pillibi"                               | 1      | 32     |
| 1961 | Cannes     | Jean-Paul Mauric                    | "Printemps, avril carillonne"               | 4      | 13     |
| 1962 | Luxemburg  | Isabelle Aubret                     | "Un premier amour"                          | 1      | 26     |
| 1963 | Londra     | Alain Barrière                      | "Elle était si jolie"                       | 5      | 25     |
| 1964 | Copenhaga  | Rachel                              | "Le chant de Mallory"                       | 4      | 14     |
| 1965 | Napoli     | Guy Mardel                          | "N'avoue jamais"                            | 3      | 22     |
| 1966 | Luxemburg  | Dominique Walter                    | "Chez nous"                                 | 16     | 1      |
| 1967 | Viena      | Noëlle Cordier                      | "Il doit faire beau là-bas"                 | 3      | 20     |
| 1968 | Londra     | Isabelle Aubret                     | "La source"                                 | 3      | 20     |
| 1969 | Madrid     | Frida Boccara                       | "Un jour, un enfant"                        | 1      | 18     |
| 1970 | Amsterdam  | Guy Bonnet                          | "Marie-Blanche"                             | 4      | 8      |
| 1971 | Dublin     | Serge Lama                          | "Un jardin sur la terre"                    | 10     | 82     |
| 1972 | Edinburg   | Betty Mars                          | "Comé-comédie"                              | 11     | 81     |
| 1973 | Luxemburg  | Martine Clemenceau                  | "Sans toi"                                  | 15     | 65     |
| 1975 | Stockholm  | Nicole Rieu                         | "Et bonjour à toi l'artiste"                | 4      | 91     |
| 1976 | Haga       | Catherine Ferry                     | "Un, deux, trois"                           | 2      | 147    |
| 1977 | Londra     | Marie Myriam                        | "L'oiseau et l'enfant"                      | 1      | 136    |
| 1978 | Paris      | Joël Prévost                        | "Il y aura toujours des violons"            | 3      | 119    |
| 1979 | Ierusalim  | Anne-Marie David                    | "Je suis l'enfant soleil"                   | 3      | 106    |
| 1980 | Haga       | Profil                              | "Hé, hé M'sieurs dames"                     | 11     | 45     |
| 1981 | Dublin     | Jean Gabilou                        | "Humanahum"                                 | 3      | 125    |
| 1983 | München    | Guy Bonnet                          | "Vivre"                                     | 8      | 56     |
| 1984 | Luxemburg  | Annick Thoumazeau                   | "Autant d'amoureux que d'étoiles"           | 8      | 61     |
| 1985 | Göteborg   | Roger Bens                          | "Femme dans ses rêves aussi"                | 10     | 56     |
| 1986 | Bergen     | Cocktail Chic                       | "Européennes"                               | 17     | 13     |
| 1987 | Bruxelles  | Christine Minier                    | "Les mots d'amour n'ont pas de dimanche"    | 14     | 44     |
| 1988 | Dublin     | Gérard Lenorman                     | "Chanteur de charme"                        | 10     | 64     |
| 1989 | Lausanne   | Nathalie Pâque                      | "J'ai volé la vie"                          | 8      | 60     |
| 1990 | Zagreb     | Joëlle Ursull                       | "White and Black Blues"                     | 2      | 132    |
| 1991 | Roma       | Amina                               | "C'est le dernier qui a parlé qui a raison" | 2      | 146    |
| 1992 | Malmö      | Kali                                | "Monté la riviè"                            | 8      | 73     |
| 1993 | Millstreet | Patrick Fiori                       | "Mama Corsica"                              | 4      | 121    |
| 1994 | Dublin     | Nina Morato                         | "Je suis un vrai garçon"                    | 7      | 74     |
| 1995 | Dublin     | Nathalie Santamaria                 | "Il me donne rendez-vous"                   | 4      | 94     |
| 1996 | Oslo       | Dan Ar Braz & l'Héritage des Celtes | "Diwanit Bugale"                            | 19     | 18     |
| 1997 | Dublin     | Fanny                               | "Sentiments songes"                         | 7      | 95     |
| 1998 | Birmingham | Marie Line                          | "Où aller"                                  | 24     | 3      |
| 1999 | Ierusalim  | Nayah                               | "Je veux donner ma voix"                    | 19     | 14     |
| 2000 | Stockholm  | Sofia Mestari                       | "On aura le ciel"                           | 23     | 5      |
| 2001 | Copenhaga  | Natasha St-Pier                     | "Je n'ai que mon âme"                       | 4      | 142    |
| 2002 | Tallinn    | Sandrine François                   | "Il faut du temps"                          | 5      | 104    |
| 2003 | Riga       | Louisa Baïleche                     | "Monts et merveilles"                       | 18     | 19     |
| 2004 | Istanbul   | Jonatan Cerrada                     | "À chaque pas"                              | 15     | 40     |
| 2005 | Kiev       | Ortal                               | "Chacun pense à soi"                        | 23     | 11     |
| 2006 | Atena      | Virginie Pouchain                   | "Il était temps"                            | 22     | 5      |
| 2007 | Helsinki   | Les Fatals Picards                  | "L'amour à la française"                    | 22     | 19     |
| 2008 | Belgrad    | Sébastien Tellier                   | "Divine"                                    | 18     | 47     |
| 2009 | Moscova    | Patricia Kaas                       | "Et s'il fallait le faire"                  | 8      | 107    |
| 2010 | Oslo       | Jessy Matador                       | "Allez Ola Olé"                             | 12     | 82     |
| 2011 | Düsseldorf | Amaury Vassili                      | "Sognu"                                     | 15     | 82     |
| 2012 | Baku       | Anggun                              | "Echo (You and I)"                          | 22     | 21     |
| 2013 | Malmö      | Amandine Bourgeois                  | "L'enfer et moi"                            | 23     | 14     |
| 2014 | Copenhaga  | Twin Twin                           | "Moustache"                                 | 26     | 2      |
| 2015 | Viena      | Lisa Angell                         | "N'oubliez pas"                             | 25     | 4      |
| 2016 | Stockholm  | Amir                                | "J'ai cherche"                              | 6      | 257    |
| 2017 | Kiev       | Alma                                | "Requiem"                                   | 12     | 135    |
| 2018 | Lisabona   | Madame Monsieur                     | "Mercy"                                     | 13     | 173    |
| 2019 | Tel Aviv   | Bilal Hassani                       | "Roi"                                       | 16     | 105    |
| 2020 | Rotterdam  | Tom Leeb                            | "Mon alliée (The Best in Me)"               | Anulat | Anulat |
| 2021 | Rotterdam  | Barbara Pravi                       | "Voilà"                                     | 2      | 499    |
| 2022 | Torino     | Alvan și Ahez                       | "Fulenn"                                    | 24     | 17     |
| 2023 | Liverpool  | La Zarra                            | "Évidemment"                                | 16     | 104    |
| 2024 | Malmö      | Slimane                             | "Mon amour"                                 | 4      | 445    |
| 2025 | Basel      | Louane                              | "Maman"                                     | 7      | 230    |

## Gazdă
| An   | Oraș   | Locație              | Prezentatori               |
| ---- | ------ | -------------------- | -------------------------- |
| 1959 | Cannes | Palais des Festivals | Jacqueline Joubert         |
| 1961 | Cannes | Palais des Festivals | Jacqueline Joubert         |
| 1978 | Paris  | Palais des Congrès   | Denise Fabre, Léon Zitrone |